# Linda Deutsch
Pour les articles homonymes, voir Deutsch.
Linda Deutsch, née le 24 septembre 1943 à Perth Amboy et morte le 1er septembre 2024 à Los Angeles, est une journaliste américaine. Elle travaille pour l'Associated Press (AP) et couvre des affaires judiciaires de 1967 jusqu'à sa retraite en 2014, notamment les procès très médiatisés de Charles Manson, Sirhan Sirhan, OJ Simpson et Michael Jackson.

## Biographie

### Jeunesse et éducation
Deutsch naît le 24 septembre 1943 à Perth Amboy dans le New Jersey, et grandit dans la communauté de Jersey Shore de Bradley Beach. Elle commence à s'intéresser au journalisme à l'âge de 12 ans, lorsqu'elle créé un bulletin d'information pour un club de fans d'Elvis Presley. Elle est diplômée de l'Asbury Park High School et en 1965 de l'Université de Monmouth, où elle obtient un bachelor's degree en anglais. Elle est encouragée à devenir journaliste par son oncle, rédacteur en chef d'un journal, malgré le manque flagrant de mixité dans le journalisme à l'époque.

### Carrière
Pendant ses études universitaires, elle effectue un stage d'été au Perth Amboy Evening News. Cet été-là, à l'âge de 20 ans, elle couvre la marche pour les droits civiques de 1963 à Washington et entend Martin Luther King prononcer son discours « I have a dream ». Son reportage sur l'événement constitue sa première publication en première page,. Après avoir obtenu son diplôme, elle déménage en Californie du Sud et rejoint le San Bernardino Sun pendant une courte période.
Lorsque Linda Deutsch rejoint l'Associated Press en janvier 1967,, elle est la seule femme du bureau de Los Angeles. S'exprimant sur son expérience en tant que femme dans le journalisme, elle déclare en 2015 : « Personnellement, je n'ai jamais été harcelée [...]. J'ai eu beaucoup de chance à cet égard, mais je pense que c'est parce que [ses collègues] ont vu que je pouvais faire le travail. On ne harcèle pas quelqu'un qui nous met en valeur. La seule discrimination, en fait, concernait le salaire et les affectations. ». Au cours de sa carrière, elle gravit les échelons et obtient le titre d'envoyé spécial en 1992, un titre accordé à seulement 18 reporters depuis la fondation de l'AP en 1846.
Linda Deutsch couvre l'assassinat de Robert F. Kennedy (1968) et les procès de l'assassin de Kennedy, Sirhan Sirhan (1969). Elle écrit sur le chef de secte Charles Manson (1970-1971), Angela Davis (1971-1972), l'activiste Daniel Ellsberg (1973), la braqueuse de banque Patty Hearst (1976), la marée noire de l'Exxon Valdez (1989), O. J. Simpson (1995), Phil Spector (2009), du chanteur Michael Jackson, de l'acteur Robert Blake, du tueur en série Richard Ramirez, et des frères parricides Lyle et Erik Menéndez. Elle est finaliste du prix Pulitzer pour son rôle de journaliste de pool de presse au procès de Simpson. Le procès marque également sa première expérience en tant que journaliste de télévision ; ses reportages sont largement diffusés grâce à la réputation de neutralité de l'Associated Press.
En 1975, Linda Deutsch est envoyée à Guam, où elle interviewa des évacués du Vietnam après la chute de Saigon. En 1992, elle fait un reportage sur les émeutes de 1992 à Los Angeles. En 1997, elle assure la promotion des mémoires de feu Theo Wilson, Headline Justice: Inside the Courtroom – The Country's Most Controversial Trials, lors d'une tournée de promotion de son livre et à ses propres frais.
Linda Deutsch prend sa retraite en 2014. Elle revient temporairement en 2019 pour s'entretenir avec Simpson sur sa vie après son emprisonnement pour un vol à main armée commis en 2007 dans le Nevada. Cette année-là, elle dote également l'université Monmouth, son alma mater, de bourses d'études en journalisme pour un million de dollars.

### Vie personnelle
Linda Deutsch n'est pas mariée et n'a pas d'enfants. Elle déclare à propos de sa vie en 2015 : « J'ai un filleul qui compte beaucoup pour moi. J'ai une vie bien remplie, mais elle n'a jamais inclus le mariage. Je pense que mes relations se sont surtout brisées à cause de mon travail. ».

### Maladie et mort
Un cancer du pancréas est diagnostiqué en 2022. Après une série de traitements réussis, elle réapparait à l'été 2024. Elle meurt chez elle à Los Angeles, le 1er septembre 2024, à l'âge de 80 ans, entourée de sa famille et de ses amis.

## Distinctions et prix
- Médaille d'honneur de l'Université du Missouri pour services éminents en journalisme, 1992[20].
- Prix des anciens élèves de l'université de Monmouth, 1996[17].
- Société des journalistes professionnels "Fellow of the Society", la plus haute distinction de l'organisation pour sa contribution à la profession de journaliste, 2005[21]
- Prix pour l'ensemble de la carrière de l'International Women's Media Foundation, 2015[8].
- Prix pour l'ensemble de la carrière de la Washington Press Club Foundation, qu'elle a reçu lors du dîner du Congrès le 25 février 2016[22].